# Melanocetidae
Melanocetidae é uma família de peixes actinopterígeos pertencentes à ordem Lophiiformes.